# Hufeisenumlaufbahn

Ein Beispiel für Hufeisenumlaufbahn

Umlaufbahnen des koorbitalen Asteroiden 2002 AA_{29} und der Erde um die Sonne in der senkrechten Sicht auf die Ekliptik; Bild: JPL

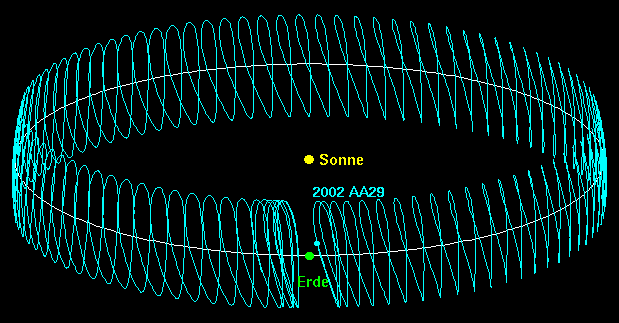
Hufeisenumlaufbahn von 2002 AA_{29} entlang der Erdbahn im Verlauf von 95 Jahren vom mit der Bahnbewegung der Erde mitbewegten Bezugssystem aus betrachtet; Bild: JPL

Die Hufeisenumlaufbahn, der Hufeisenorbit oder auch die Hufeisenbahn ist eine besondere Umlaufbahn eines koorbitalen Objekts, welches zusammen mit einem zweiten (meist wesentlich größeren) Körper in derselben oder einer sehr ähnlichen Umlaufbahn ein Zentralgestirn umläuft. Im normalen ruhenden Bezugssystem des Zentralgestirns sieht die Umlaufbahn des koorbitalen Begleiters wie eine normale keplersche ellipsenförmige Umlaufbahn aus. Vom mit der Bewegung des größeren Objekts um das Zentralgestirn mitbewegten Bezugssystem aus (in dem der größere Himmelskörper zu ruhen scheint) sieht man dann nur noch die Relativbewegung des koorbitalen Begleiters. Der koorbitale Begleiter beschreibt von diesem Bezugssystem aus gesehen entlang der Umlaufbahn des größeren Körpers einen großen Bogen, den er periodisch vor- und zurückschwingt. Die Form des Bogens erinnert an die geschlossene Kontur eines Hufeisens, daher der Name Hufeisenumlaufbahn.

## Stabilität
Aufgrund ihrer sehr ähnlichen Umlaufbahnen haben koorbitale Objekte die gleiche mittlere Umlaufdauer um das Zentralgestirn wie der größere Himmelskörper. Sie befinden sich in gravitativer Wechselwirkung mit dem größeren Himmelskörper und sind aufgrund derselben mittleren Umlaufdauer in einer sogenannten 1:1-Bahnresonanz. Derartige Umlaufbahnen sind nur unter bestimmten Voraussetzungen stabil, von denen im Normalfall die wichtigste ist, dass der koorbitale Begleiter im Verhältnis zum größeren Körper eine verschwindend kleine Masse hat (sogenanntes eingeschränktes Dreikörperproblem). 
Körper auf einer Hufeisenumlaufbahn müssen allerdings keine vernachlässigbare Masse haben, um einen stabilen Orbit einzunehmen (s. Abschnitt Beispiele).

## Erklärung

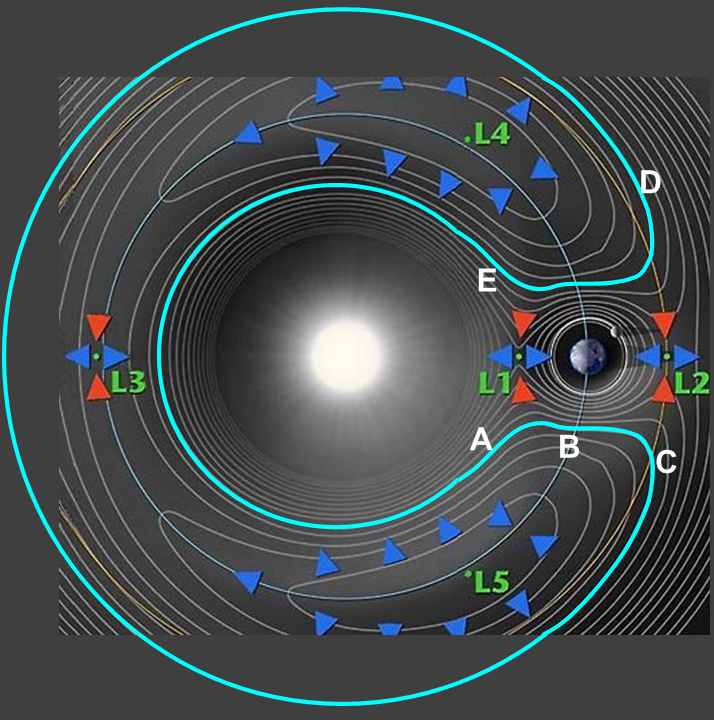
Abbildung 1: Hufeisenorbit eines Objekts (türkis) im Sonne-Erde-System. Das Bezugssystem dieses Diagramms (nicht maßstabsgetreu) wird mit dem Umlauf der Erde um die Sonne mitrotiert, so dass Sonne und Erde im Diagramm feststehen.

Die Abbildung 1 zeigt einen möglichen Hufeisenorbit eines Objekts im Sonne-Erde-System, bei dem sowohl die Erde als auch das Objekt gemeinsam gegen den Uhrzeigersinn um die Sonne rotieren und das Objekt regelmäßig zwischen einer sonnennäheren und sonnenferneren Umlaufbahn um die Sonne wechselt, vor allem aber, aus Sicht der Erde, mal eher „vor“, mal eher „hinter“ ihr anzutreffen ist, so dass seine Relativposition zur Sonne und Erde im Laufe der Zeit die gezeigte Hufeisenbahn beschreibt.
Angenommen, das Objekt befinde sich zu Beginn im Punkt A einer kreisförmigen Umlaufbahn um die Sonne quasi „hinter“ der die Sonne umkreisenden Erde: Da diese Bahn sonnennäher ist, besitzt das Objekt damit auch eine etwas höhere Umlaufgeschwindigkeit als die Erde, bewegt sich also, wie ein die Erde links „überholender“ Himmelskörper, langsam auf sie zu.
Durch die damit zunehmende Gravitationskraft der Erde angezogen, wird es noch einmal zusätzlich entlang der Umlaufbahn, also gegen den Uhrzeigersinn, beschleunigt, was zur Folge hat, dass das Objekt durch die erhöhte Fliehkraft nach außen, in eine sonnenfernere Umlaufbahn zu driften beginnt, in der seine Umlaufgeschwindigkeit ab dem Punkt B allmählich wieder geringer zu werden beginnt als die der Erde.
Nun langsamer um die Sonne kreisend als die Erde, beginnt das Objekt ab Punkt C allmählich immer weiter hinter die Position der Erde zurückzufallen und sich damit auch immer weiter aus dem Einflussbereich ihrer Gravitation zu entfernen, um anschließend in immer größerem Abstand der Erde „hinterherzufliegen“, bis das Objekt im Punkt D erneut, nun aus Sicht der Erde scheinbar rechts „vor“ ihr, auftaucht und abermals unter ihren gravitativen Einfluss gerät.
Diesmal allerdings zieht die Erde quasi von „hinten“ an dem Objekt, wodurch es noch einmal weiter abgebremst wird und infolge schwindender Fliehkraft zurück in den sonnennäheren Orbit wechselt, wo seine Umlaufgeschwindigkeit wieder so weit steigt, dass sich das Objekt ab dem Punkt E, mit nun erneut höherer Umlaufgeschwindigkeit als die Erde, ein weiteres Mal von ihr entfernt, um schließlich im Punkt A, wieder scheinbar „hinter“ der Erde, aufzutauchen, womit sich alles wie beschrieben wiederholen kann.

## Übergang zu Trojanern
Der Übergang von einem Trojaner zu einer Hufeisenbahn ist fließend: Wenn der Abstand eines Trojaners zum Lagrangepunkt L4- oder L5 zu groß ist, dann wird er einmal auf der Umlaufbahn den dem größeren Himmelskörper entgegengesetzten Punkt überschreiten und dann in Richtung des anderen Lagrange-Punktes wandern und somit in einem großen Bogen vor- und zurückschwingen.

## Beispiele
In den letzten Jahrzehnten wurden mehrere kleine koorbitale Begleiter der Erde entdeckt, die Hufeisenumlaufbahnen fliegen. Diese Umlaufbahnen sind aber meist instabil und es kommt zu häufigen Wechseln zur Umlaufbahn bspw. zu der eines Quasisatelliten und zurück. Beispiele:
- (54509) YORP[2][3]
- 2001 GO2[2][3]
- 2002 AA29 (ein Objekt mit nicht einmal 100 m Durchmesser)[2][3] wechselt annähernd zyklisch zwischen einer Hufeisenumlaufbahn und einer Quasisatellitenbahn, wobei er das nächste Mal um das Jahr 2600 für 45 Jahre ein Quasisatellit sein wird.
- der etwa 300 m große (419624) 2010 SO16[4][3][2]
- 2003 YN107 war in den Jahren von 1996 bis 2006 ein Quasisatellit, der seitdem wieder wie zuvor eine Hufeisenumlaufbahn entlang der Erdbahn beschreibt. Im Jahr 2066 wird er erneut ein Quasisatellit der Erde. Bei der darauf folgenden Begegnung im Jahr 2120 ist es sogar wahrscheinlich, dass er von der Erde eingefangen und so zum zweiten echten Mond der Erde wird.
- Andere Listen enthalten noch ein weiteres Objekt, (3753) Cruithne, das allerdings eine sehr stark von der Hufeisenbahn abweichende Bahnform hat, die eigentlich einer nierenförmigen Bahn entspricht.

Zwei weitere koorbitale Objekte auf ungewöhnlichen Hufeisenbahnen sind die kleinen, fast gleich großen Saturn-Monde Janus und Epimetheus, die auf sehr ähnlichen Umlaufbahnen den Saturn umlaufen, sich alle vier Jahre sehr nahe kommen und ihre Umlaufbahnen tauschen.
Man kennt auch Planetoiden, die sich zurzeit auf einer Quasi-Umlaufbahn um den Planeten Neptun befinden, das ist eine hufeisenförmige Umlaufbahn um den Neptun, deren sonnennächster Punkt bei der Uranusbahn und deren sonnenfernster Punkt etwa doppelt so weit entfernt liegen: (309239) 2007 RW10, (316179) 2010 EN65.